# Benesch de Weitenmühle

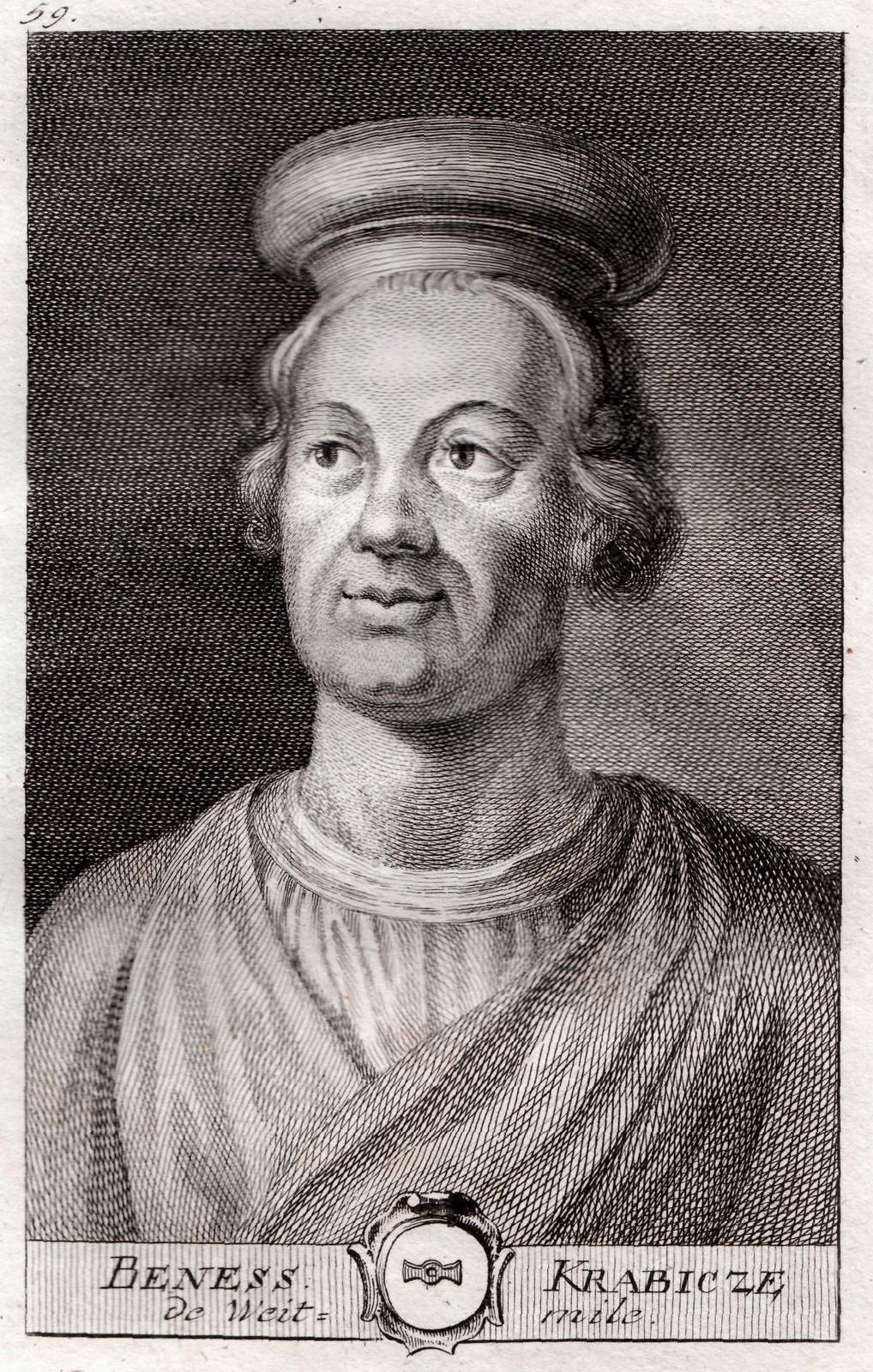
Gravure de Johann Balzer (1772)

Benesch de Weitenmühle (Benesch von Weitmühl en allemand ; Beneš Krabice z Veitmile en tchèque ; mort le 27 juillet 1375) est un historien, chroniqueur et chanoine de Bohême. L'empereur Charles IV l'a également placé à la tête de la fabrique de la cathédrale Saint-Guy de Prague.

## Biographie
Benesch de Weitenmühle est issu de la famille aristocratique bohémienne des Weitenmühle. Il étudie le droit canonique et entre très tôt dans le clergé. À partir de 1341, il fait partie du chapitre cathédral de Prague et, en 1355, il est à la tête de l'atelier de construction de la cathédrale Saint-Guy. Il se voit en outre confier la gestion des finances de la construction. Après 1363, il devient archidiacre de Saaz. En 1373-1374, il est responsable du transfert des dépouilles des ducs et des rois de Bohême ainsi que des évêques de Prague dans la cathédrale Saint-Guy.
Pour sa contribution à l'avancement de la construction de la cathédrale, un buste de Benesch sculpté dans la pierre est placé dans le triforium de la cathédrale, une galerie ouverte située sous les fenêtres du chœur.
Il se voit confier une autre tâche par l'empereur Charles IV : la rédaction de la suite de la Chronica Boemorum de Cosmas de Prague (1045-1125). Cette poursuite de la chronique du royaume de Bohême, écrite en latin, couvre la période de 1278 à 1374. Elle est divisée en quatre volumes et est conservée dans un seul manuscrit, probablement remanié après sa mort, qui est publié en 1884 par Josef Emler. 
- Les trois premiers volumes de cette chronique couvrent à peu près la période de 1283 à 1346. Il s'agit d'une chronique transcrite presque mot pour mot par Franz de Prague, qui connaît lui-même comme source la Chronique de Zbraslav (Chronicon Aulae regiae (Königsaal)) de l'abbé Pierre de Zittau et la recopie. A certains endroits, Benesch de Weitenmühle apporte des ajouts ou des corrections de grande valeur historique.
- Le quatrième volume traite des années 1346 à 1378. Il contient une autobiographie de l'empereur Charles IV ainsi qu'une version abrégée de la biographie du premier archevêque de Prague, Ernest de Pardubice. La dernière partie, commencée dans les deux dernières années de la vie de Benesch, reste inachevée.

### Édition de sa chronique
- Cronica ecclesiae Pragensis Benessii Krabice de Weitmile – Kronika Beneše Krabice z Weitmile, éd. Joseph Emler, dans : Fontes rerum Bohemicarum, tome IV, Pragae 1884, p. 459-548 (Texte latin édité en ligne).